# Planá
Planá (også kendt som Planá u Mariánských Lázní; tjekkisk udtale: [ˈplanaː] ; tysk: Plan) er en by i  distriktet Tachov i regionen Plzeň i Tjekkiet med omkring 5.500 indbyggere. Den historiske bymidte er velbevaret og er beskyttet ved lov som en urban monumentzone.
Landsbyerne Křínov, Kříženec, Otín, Pavlovice, Svahy, Týnec, Vížka, Vysoké Sedliště og Zliv er administrative dele af Planá.

## Geografi
Planá ligger omkring 10 km  nordøst for Tachov og 46 km  vest for Plzeň. Den ligger ved  Teplá-højlandet. Det højeste punkt er bakken Homole der er 681 meter over havets overflade. Der er flere damme i området, de største er Anenský og Labutí.

## Historie
Den første skriftlige omtale af Planá er fra 1251. Planá lå på en vigtig handelsrute fra Nürnberg til Cheb. Den ældste del af Planá blev bygget i det 13. og 14. århundrede og i slutningen af det 14. århundrede var det en ret stor by, omgivet af mure og en voldgrav.
Planá var ejet af flere aristokratiske familier, herunder Lords of Dobrohošť, Žeberka-familien, Schlick-familien, Sinzerdorf-familien, Nostitz-familien og Nostitz-Rhieneck-familien. De mest betydningsfulde ejere var Schlick-familien. Under deres regeringstid blomstrede minedriften, og møntprægning blev flyttet til Planá, efter at den ophørte i Jáchymov.